# Fungiacyathus fissidiscus
Espèce
Statut CITES
Fungiacyathus fissidiscus est une espèce de coraux appartenant à la famille des Fungiacyathidae.